# Juan Miles
Juan Bautista Miles Passo (Buenos Aires, 24 giugno 1895 – Buenos Aires, 18 dicembre 1981) è stato un giocatore di polo argentino.
Ha vinto la medaglia d'oro nel polo ai Giochi olimpici di Parigi 1924.